# Saya
För Saya i betydelsen japanska knivslidor se artikeln om Köksknivar.
Saya är en fransk sångerska född 1978 i Saint-Denis, men uppväxt på Martinique. Hon upptäcktes av den franska hiphopartisten Passi, som övertygade henne att sjunga en duett med honom, "Tourner les pages" på albumet "Genese". År 2003 släppte Saya sitt första album för vilket hon 2004 nominerades till bästa kvinnliga artist av NRJ Music Awards. Singlarna "Une femme avec une femme" och "De l'or entre les mains", som var en del av albumet, blev stora radiohitar.
Hennes största hit, "Je pense à toi" från 2006, blev den sjunde bäst säljande singeln i Frankrike. 